# Podocarpus nationalpark
Podocarpus nationalpark är ett naturreservat i Ecuador.   Det ligger i provinsen Zamora Chinchipe, i den södra delen av landet, 500 km söder om huvudstaden Quito.
Nationalparken inrättades 1982. Den är 146 280 hektar stor och ligger i Anderna mellan 960 och 3800 meter över havet.
Skyddsområdet ligger vid gränsen mellan den mera torra växtligheten som är typisk för kusten och de fuktiga delarna av Anderna längre norrut. I denna del av Anderna är den vulkaniska aktiviteten begränsad. I vissa dalgångar förekommer grunda sjöar som här kallas laguner. Växtlivet är frodig med uppskattningsvis 3000 till 4000 olika växtarter. Faunan är likaså varierande med 622 registrerade olika fågelarter.